# 甲马营镇
甲马营镇，是中华人民共和国山東省德州市武城县下辖的一个乡镇级行政单位。

## 行政区划
甲马营镇下辖以下地区：
凤凰台社区、位村屯社区、新屯社区、花园社区、运兴社区、龙兴社区、北园社区、新兴社区、后营社区、金鑫社区、董白三村、耿时潘村、河北营村、前庙村、谈庄村、王虎庄村、徐庄村和占官屯村。